# Hainzel (kráter)

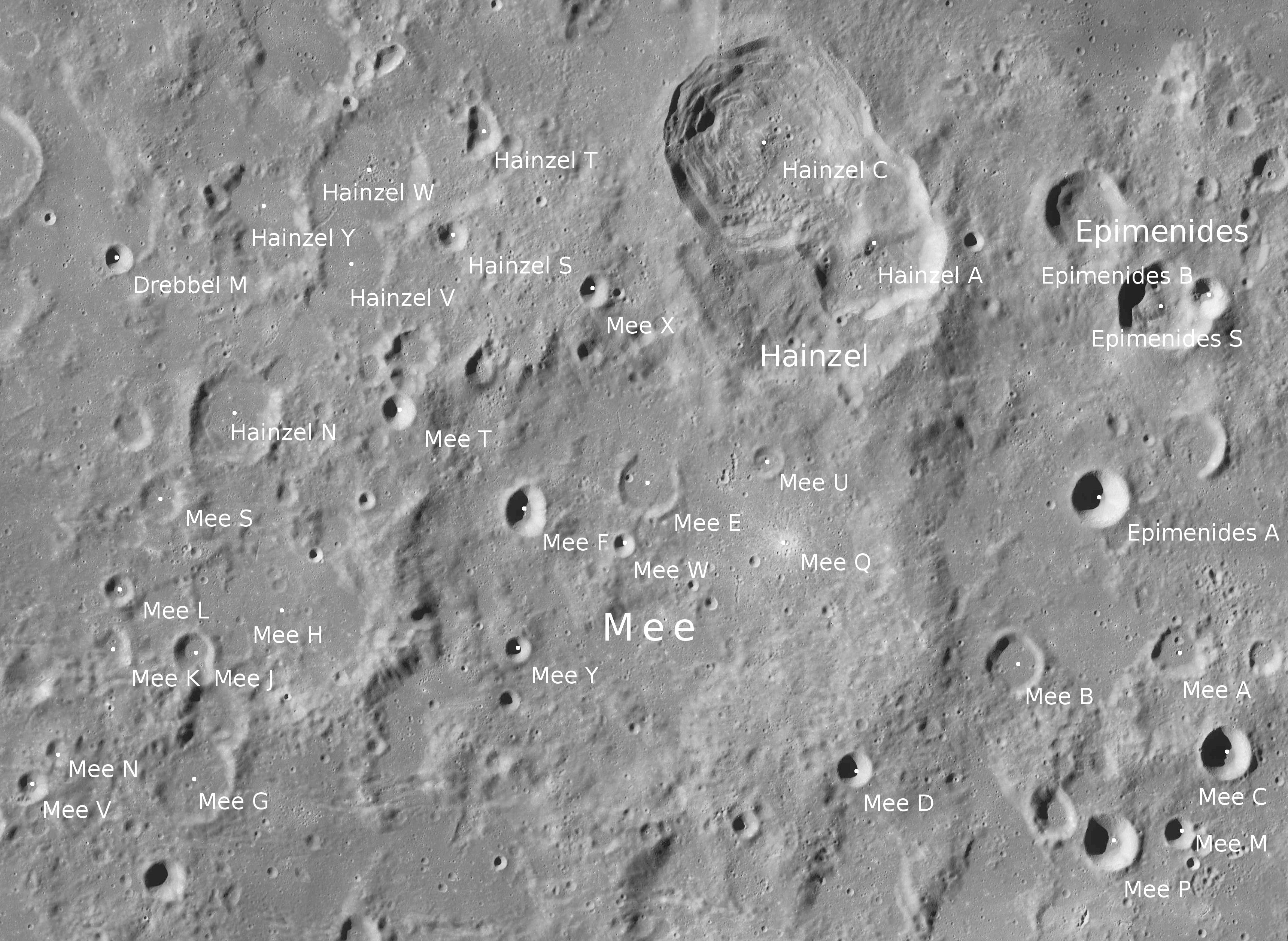
Poloha kráteru Hainzel.

Hainzel je největší a nejstarší z trojice navzájem se překrývajících kráterů jihozápadně od měsíčního moře Lacus Timoris (Jezero strachu) na přivrácené straně Měsíce. Dalšími krátery v tomto útvaru jsou Hainzel A (nejmladší z trojice, průměr 53 km) a Hainzel C. Složený kráterový útvar není na povrchu Měsíce ojedinělým úkazem, jako další příklady lze jmenovat kupř. Van de Graaff nebo Fauth.
Heinzel má průměr 70 km. Pojmenován je podle německého astronoma Paula Hainzela, spolupracovníka Tycha Braha.
Jihovýchodně sousedí s Hainzelem rozpadlý kráter Mee a východně leží kráter Epimenides.

## Satelitní krátery
V okolí kráteru se nachází několik dalších kráterů. Ty byly označeny podle zavedených zvyklostí jménem hlavního kráteru a velkým písmenem abecedy.
| Hainzel | Sel. šířka | Sel. délka | Průměr |
| ------- | ---------- | ---------- | ------ |
| A       | 40.3° J    | 33.9° Z    | 53 km  |
| B       | 38.0° J    | 33.4° Z    | 15 km  |
| C       | 41.1° J    | 32.8° Z    | 38 km  |
| G       | 37.5° J    | 33.0° Z    | 5 km   |
| H       | 37.0° J    | 33.1° Z    | 11 km  |
| J       | 37.8° J    | 37.8° Z    | 13 km  |
| K       | 37.5° J    | 32.3° Z    | 14 km  |
| L       | 38.1° J    | 34.9° Z    | 16 km  |
| N       | 42.6° J    | 40.2° Z    | 24 km  |
| O       | 38.6° J    | 38.6° Z    | 14 km  |
| R       | 38.7° J    | 36.4° Z    | 19 km  |
| S       | 41.1° J    | 37.7° Z    | 8 km   |
| T       | 40.2° J    | 37.2° Z    | 8 km   |
| V       | 41.3° J    | 38.7° Z    | 20 km  |
| W       | 40.6° J    | 38.7° Z    | 31 km  |
| X       | 36.7° J    | 36.8° Z    | 5 km   |
| Y       | 40.8° J    | 39.9° Z    | 22 km  |
| Z       | 37.7° J    | 35.4° Z    | 5 km   |